# Supergrass Is 10
Supergrass Is 10 è un album discografico di raccolta del gruppo musicale alternative rock inglese Supergrass, pubblicato nel 2004.

## Tracce
1. Caught by the Fuzz – 2:19
2. Pumping on Your Stereo – 3:20
3. Alright – 3:03
4. Moving – 4:27
5. Richard III – 3:21
6. Grace – 2:32
7. Late in the Day – 4:47
8. Seen the Light – 2:27
9. Mansize Rooster – 2:40
10. Sun Hits the Sky – 4:54
11. Kiss of Life – 4:03
12. Mary – 4:02
13. Going Out – 4:16
14. Lenny – 2:42
15. Bullet – 2:32
16. It's Not Me – 2:57
17. Rush Hour Soul – 2:56
18. Strange Ones – 3:59
19. Lose It – 2:39
20. Time – 3:14
21. Wait for the Sun – 4:08

## DVD
Il DVD contiene due documenti: il video A Home Movie diretto da Simon Hilton e la collezione di 20 videoclip della band.

## Formazione
- Gaz Coombes - voce, chitarra
- Mick Quinn - basso, voce
- Rob Coombes - tastiere
- Danny Goffey - batteria, cori